# 블콜리네츠
블콜리네츠(슬로바키아어: Vlkolínec)는 슬로바키아 질리나주 루좀베로크에 위치한 마을로, 면적은 7.97km2, 높이는 718m, 인구는 35명, 인구 밀도는 4명/km2이다. 마을 이름은 슬로바키아어로 늑대를 뜻하는 단어인 "블크(vlk)"에서 유래된 이름이다.
1376년 문헌에 처음 등장했고 1882년 루좀베로크에 편입되었다. 1993년 유네스코 세계유산에 지정되었다.